# Лукинка
Лу́кинка (рос. Лукинка) — присілок у складі Бугурусланського району Оренбурзької області, Росія.

## Населення
Населення — 100 осіб (2010; 125 у 2002).
Національний склад (станом на 2002 рік):
- росіяни — 58 %